# Dissidência
Dissidência entende-se como uma expressão de discordância parcial ou total em relação às normas estabelecidas por indivíduos ou grupos. O termo comumente é relacionado a autoexclusão frente a norma “estabelecida” na sociedade ou em qualquer campo derivado. Uma pessoa dissidente manifesta a sua discordância, a partir de opiniões, crenças, filosofias, ações, sentimentos ou pensamentos.

O termo em si é bem antigo — vem do latim sentīre (“de sentir ou pensar”) com o prefixo negativo dis daí o significado de “aquele que está separado, distante”. Na atualidade, o termo vem evoluindo e se desenvolvendo dentro de diversas áreas.

### Religiosa
Como o termo desenvolve, a dissidência religiosa se manifesta a partir da expressão de discordâncias em relação à religião estabelecida (estado confessional).
Nesse contexto, a palavra é usada desde o século XVII na Inglaterra, para se referir às pessoas que não pertenciam à Igreja Anglicana (protestantes) — Dissidentes Ingleses ou não conformistas.

### Política
A Dissidência política se manifesta a partir de insatisfação ou oposição às políticas de um órgão governamental. Ela pode se expressar de diversas formas, desde desacordo verbal até a desobediência civil. O termo é aplicado particularmente às dissidências ocorridas em regimes autoritários e totalitários.
Embora análogo, o termo "dissidência" não é sinônimo para oposição, que denota um grupo maior e estável que discorda do poder estabelecido mas não o enfrenta com métodos ilegais nem se exclui. Em geral, dissidência é o nome dado a minorias que discordam do regime e, muitas vezes, optam por se excluir do enfrentamento, abandonando o país e denunciando-o no exílio. 
O termo é usado desde 1940, coincidindo com a consolidação da União Soviética como potência sendo designado aos cidadãos que criticavam as práticas ou a autoridade do Partido Comunista (Dissidentes Soviéticos).
No Brasil, apesar da popularização do termo ter se dado a partir do século XXI, existem diversas histórias de indivíduos e coletividades que desafiaram as normas sociais, morais e políticas impostas pela Ditadura Militar (1964-1985). Mesmo após o fim do regime, as práticas institucionais de violência, de repressão e de exclusão de alguns grupos sociais continuaram a atingir pessoas dissidentes.

### Sexo e gênero
A dissidência também se expressa nas esferas de gênero e sexualidade, quando indivíduos ou coletividades contestam normas sociais e culturais dominantes. No contexto da heteronormatividade imposta socialmente, às práticas e vivências queer representam exemplos de dissidência ao desafiarem concepções tradicionais sobre gênero, orientação sexual e estrutura familiar.

### Arte Dissidente
A arte dissidente questiona, critica ou desafia valores e estruturas estabelecidas, refletindo a amplitude do termo.
No Brasil, encontramos diversas exposições e pesquisas abordando o tema e demonstrando diferentes explorações. Um exemplo é a exposição Vidas dissidentes em ditadura: repressão, imaginário social, que mostra diferentes experiências dissidentes durante a ditadura militar por meio de documentos históricos, depoimentos e registros audiovisuais.
Outro seria o Livro de Claudia Calirman Práticas Dissidentes: Artistas Brasileiras, 1960-2020 examina 60 anos das artes visuais de 18 artistas mulheres brasileiras abordando uma multiplicidade de temas contra a censura, a violência do Estado, a desigualdade social, o racismo sistêmico, a brutalidade policial e a exclusão de grupos marginalizados.